# Yamila Osorio Delgado
Yamila Johanny Osorio Delgado (Arequipa, 18 de febrero de 1986) es una exreina de belleza, abogada y política peruana. Fue Gobernadora Regional de Arequipa desde el 1 de enero de 2015 al 31 de diciembre de 2018, la tercera en ocupar dicho cargo.

## Primeros años
Nació en Arequipa, siendo hija de Edson Osorio y Silvana Delgado. Hizo sus estudios primarios en el C.E.P Señor de Luren y secundarios en el C.E.P Santa María La Mayor ambos en la provincia de Camaná, posteriormente, estudió y culminó sus estudios de Derecho en la Universidad Católica de Santa María. En 2020 obtuvo el grado de Magister en Gobierno y Cultura por la Universidad de Navarra (España).
En 2008 fue elegida miss Camaná.

## Carrera política

### Consejera Regional de Arequipa
En 2010 fue elegida consejera regional de Arequipa representado a Camaná en las elecciones regionales por la alianza electoral Alianza por Arequipa para el periodo 2011-2014.
En el año 2014, fue elegida como Presidenta del Consejo Regional de Arequipa (CRA) mediante gran controversia, pues los consejeros de Condesuyos, La Unión, Caravelí y Camaná, desconocieron acuerdo de gobernabilidad del 2011. Bajo ese pacto, la presidencia del CRA durante el año 2014 debía recaer en Hernán Gutiérrez (Islay). El 8 de enero de 2014 como representante del grupo oficialista (Arequipa Tradición y Futuro) Osorio juró como presidenta del Consejo mediante protestas y pifias.

### Gobernadora Regional de Arequipa
En 2014 postuló a las elecciones regionales para el Gobierno Regional de Arequipa con el movimiento Arequipa, Tradición y Futuro, ocupando en primera vuelta el segundo lugar de las preferencias electorales. Sin embargo, al no haber alcanzado ninguno de los candidatos el 30% de los votos válidos, tanto Javier Ísmodes como ella competirían una segunda vuelta.
Los resultados de la segunda vuelta electoral fueron: Ísmodes, 49.44% (287,898 votos); Osorio, 51.449% (294,469 votos) del total de votos válidos. De esta manera logró ser la primera mujer en obtener la presidencia regional de Arequipa y la cuarta en ostentar dicho cargo a nivel nacional.
El 1 de enero de 2015 con tan solo 28 años, se convirtió en la ciudadana más joven en asumir la máxima autoridad de alguna región del Perú.[cita requerida]

### Postgobernatura
En enero de 2023, fue contratada por el Gobierno Regional de Áncash como asesora externa con enfoque en política, administración y gestión para la oficina del flamante gobernador Koki Noriega.

### Controversias

#### Caso Kits Escolares
En marzo de 2015, la gestión de Yamila Osorio Delgado realizó entrega de 6,621 kits escolares que incluyen útiles de aseo a niños de zonas andinas asegurando que los productos se compraron por concurso público, con presupuesto del Gobierno Regional de Arequipa (GRA). Sin embargo, en mayo del mismo año, se descubre que lo que fue entregado, eran donaciones de la organización Samaritan's Purse, pues dentro de las cajas se encontraron productos de marcas Canadienses, inscripciones en inglés y hasta un billete de $5 dólares estadounidenses.
Después de la investigación realizada, se descubre que compra de útiles de aseo fue realizada a una empresa dedicada a alquiler de autos llamada C&LS. La compra fue fraccionada en tres facturas con el objetivo de no convocar a licitación respectiva. Empresa que se benefició no era proveedora del Estado.

#### Sobrevaloración de obras
En junio de 2015, se pone al descubierto que en el Gobierno Regional de Arequipa existía sobrevaloración de precios en las compras para obras. La irregularidad fue advertida en siete obras. Por ejemplo, para un colegio inicial se pagó por ladrillo S/. 1.50, cuando en el expediente el valor ascendía a S/. 0.95.

#### Investigaciones post gobierno regional
El 29 de abril de 2019 debido a los retrasos recurrentes en obras de infraestructura vial, así como problemas en los hospitales de la región, la congresista Ana María Choquehuanca propuso investigar la gestión de la exgobernadora. En respuesta, Osorio señaló que su gestión había sido la más fiscalizada por la Contraloría General de la República.
El 24 de octubre, el Ministerio Público abrió una investigación fiscal contra Osorio por los presuntos delitos de organización criminal y corrupción de funcionarios por el caso de “Los correcaminos del sur”, una red delictiva dedicada a negociar la entrega de permisos de circulación a las minivan y los trámites de los brevetes. La investigación sigue en curso, con su participación desde su residencia en España.